# Penisola di Capo York

La penisola di Capo York (Cape York peninsula in inglese) è l'estrema regione peninsulare nord-orientale del continente australiano nello Stato del Queensland.

## Geografia
La penisola è delimitata a ovest dal golfo di Carpentaria ed a est dal mar dei Coralli. A nord oltre lo stretto di Torres è situata la Nuova Guinea da cui dista circa 160 km. Copre una superficie di circa 220.000 km².
Il territorio è prevalentemente pianeggiante. Solo nella regione centro-orientale e centro-meridionale si elevano le basse colline del Great Dividing Range che non superano i 600 metri di altezza. A nord oltre il capo York, prolungamento ideale della penisola, affiorano, le Torres Strait Islands, tra cui: Prince of Wales, Horn, Hammond, Thursday, Banks e Badu.
Il suolo è talmente eroso ed è costituito prevalentemente da laterite. 
Ciò rende l'agricoltura impraticabile anche usando i fertilizzanti. I fiumi assumono un carattere torrentizio. I principali sfociano tutti nel golfo di Carpentaria. Tra questi sono da ricordare il Wenlock, l'Archer, l'Holroyd, il Coleman ed il Mitchell. La povertà del suolo ai fini agricoli è sempre stata un ostacolo alla colonizzazione della penisola che ancora oggi è poco popolata. Il centro principale è Cooktown, posta sulla costa orientale alla base della penisola. In prossimità del capo York è posta Bamaga. Presso la costa occidentale sono situate Weipa e Aurukun.
La penisola deve il suo nome a James Cook che nel 1770 la nominò in onore di Edoardo Augusto di Hannover duca di York.

## Clima
Il clima è tropicale con una stagione delle piogge che va da novembre ad aprile. Le precipitazioni assumono il carattere di monsone e raggiungono annualmente circa 2000 mm in prossimità della costa nord-orientale. La temperatura media annuale è di 18 °C nelle regioni più elevate e di 27 °C in quelle più basse.

## Economia
L'attività mineraria è importante. A Weipa sono localizzate le attività minerarie di un vastissimo deposito di bauxite. Il turismo si sta progressivamente sviluppando. Altre attività economiche sono la pesca e l'allevamento.